# Montagne Noire

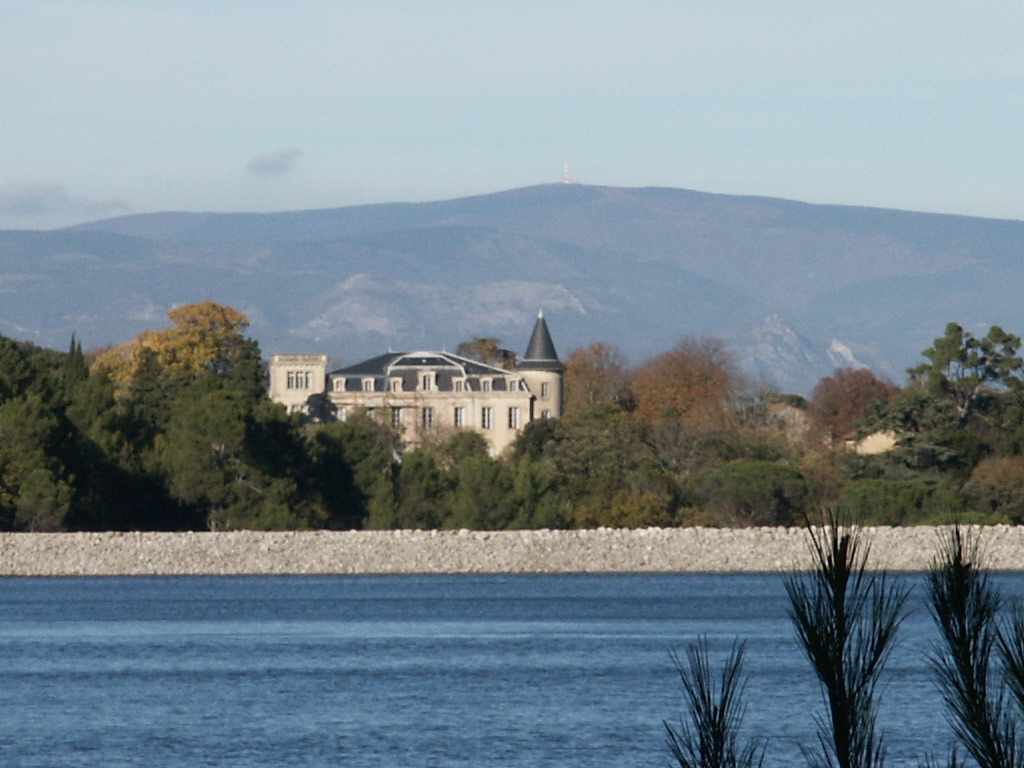
Pic de Nore

Montagne Noire (có nghĩa "Núi Đen") là một dãy núi ở tây nam Pháp. Dãy núi này nằm ở đoạn cuối tây nam của Massif Central. Nó nằm ở khu vực giáp giới của các départment: Tarn, Hérault và Aude. Đỉnh cao nhất của nó là Pic de Nore với độ cao 1.210 m.
Dãy núi này nằm bên trong Parc naturel régional du Haut-Languedoc.